# روبرت روبچیچ
روبرت روبچیچ (کرواتی: Robert Rubčić؛ زادهٔ ۲ نوامبر ۱۹۶۳) بازیکن سابق و مربی فوتبال اهل کرواسی است.
از باشگاه‌هایی که در آن بازی کرده‌است می‌توان به باشگاه فوتبال گوریتسا و باشگاه فوتبال رییکا اشاره کرد.
وی همچنین در تیم ملی فوتبال کرواسی بازی کرده‌است.